# Marduk (együttes)
A Marduk svéd black metal zenekar, mely 1990-ben alakult a svédországi Norrköpingben. Az együttest az azonos nevű babilóniai istenről nevezték el. A black metal második hullámával kerültek színre, és a stílus egyik legismertebb és legelismertebb alakjává nőtték ki magukat. Zenéjük kompromisszummentes, billentyűktől és dallamoktól mentes nyers és brutális black metal. Dalszövegeikben pedig a sátánizmus és a keresztényellenesség éppúgy jelen van, mint a második világháború történései.

## Történet
1991-es első demójukat betiltották, melyben közrejátszott még a címe is (Fuck Me Jesus). Első három lemezüket – melyeknek Dan Swanö volt a producere – az északi black metal stílusa jellemezte. Az 1996-os Heaven Shall Burn... című lemezen kezdtek először dolgozni Peter Tägtgren producerrel, aki aztán a 2004-es Plague Angelig minden lemezük producere volt, leszámítva a 2000-es Obedience-t, ahol testvére, Tommy Tagtgren producerkedett. Tägtgren az 1997-es Marduk-turnén másodgitárosként is szerepelt, játéka a Live in Germania koncertlemezen hallható is.
2000-től a Marduk átpártolt az Osmose-tól a Regain Records kiadóhoz, ahol a mai napig ténykednek. 2001-ig nagyjából egyenletes színvonalú black metal lemezeket készítettek, melyek ma már a műfaj klasszikusai. A La Grande Danse Macabre lemezen viszont előtérbe kerültek a hosszabb, változatosabb dalok, nem kevés közép vagy lassabb tempóval, persze a brutális él megtartása mellett. Erre az időszakra a korábbi sok tagcsere után kialakult egy karakteres, stabil felállás. A vezető Morgan "Evil" Steinmeyer Håkansson gitáros mellett, Fredrik "Froding" Andersson volt a dobos, B. War a basszusgitáros és Erik "Legion" Hagstedt az énekes.
A 2003-as World Funeral albumra megváltak Fredrik Andersson dobostól, őt Emil Dragutinovic-al pótolták. Az anyag a La Grande-val megkezdett utat folytatta, a turnén pedig olyan előzenekarok nyitottak nekik, mint a Malevolent Creation, vagy az Immolation. Morgan és B. War ez idő tájt alakította meg a Devils Whorehouse nevű projectüket, mellyel sötét punkos zenét játszanak olyan zenekarok hatására mint a The Misfits, vagy a Danzig. A World Funeral turné után viszont kilépett Erik "Legion" Hagstedt énekes, majd 2004-ben B. War bőgős is. Morgan újjászervezte zenekart és Magnus "Devo" Andersson basszusgitárossal, valamint Daniel "Mortuus" Rosten énekessel újra színpadra álltak.
B. War az Egyesült Államokba költözött és családot alapított, míg Legion új társakkal tovább zenélt. A 2004-es Plague Angelen megváltak Peter Tägtgren producertől, a hangzásbéli teendőket saját maguk látták el Magnus Andersson Endarker stúdiójában. A lemez egy egyenesebb vonalú, a régi anyagokat idéző mű lett. A turnén a Mystic Circle volt az előzenekar. A turnéról koncertlemez is készült, Warschau: Live címmel. 2006-ban Emil D. távozott, őt Lars Broddessonnal pótolták. A 2007-ben megjelent ROM 5:12 az addigi talán legváltozatosabb, legkísérletezősebb lemezük lett, mely egy újfajta Mardukot mutatott, persze a jellegzetességeik megtartása mellett. 2009 őszén jelent meg a Wormwood című új lemez, mely a ROM 5:12 irányvonalát viszi tovább.
2012. május 9-én megjelent egy kislemezük, a Souls for Belial, az ezt követő tizenkettedik nagylemezük, a Serpent Sermon pedig 2012. május 28-án. 2013-ban doboscsere történt a zenekarban, Lars Brodesson helyére Fredrik Widigs lépett.
2014 októberében bejelentették a Frontschwein című albumuk 2015. január 19-ei megjelenését. A zenekar ismét producer nélkül dolgozott és az album a Blooddawn Productions és a Century Media közös kiadásában jelent meg. Az album kiadatása után a zenekar egy turnéra indult.

## Tagok

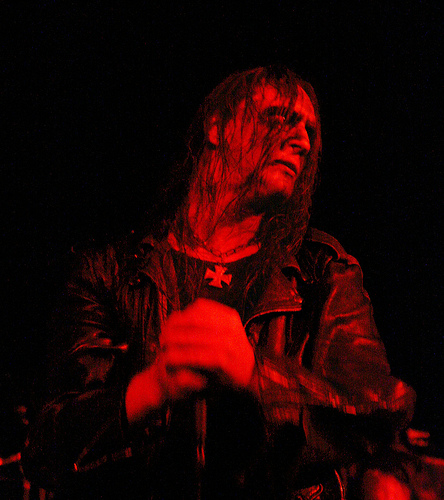
Mortuus, a Marduk énekese.

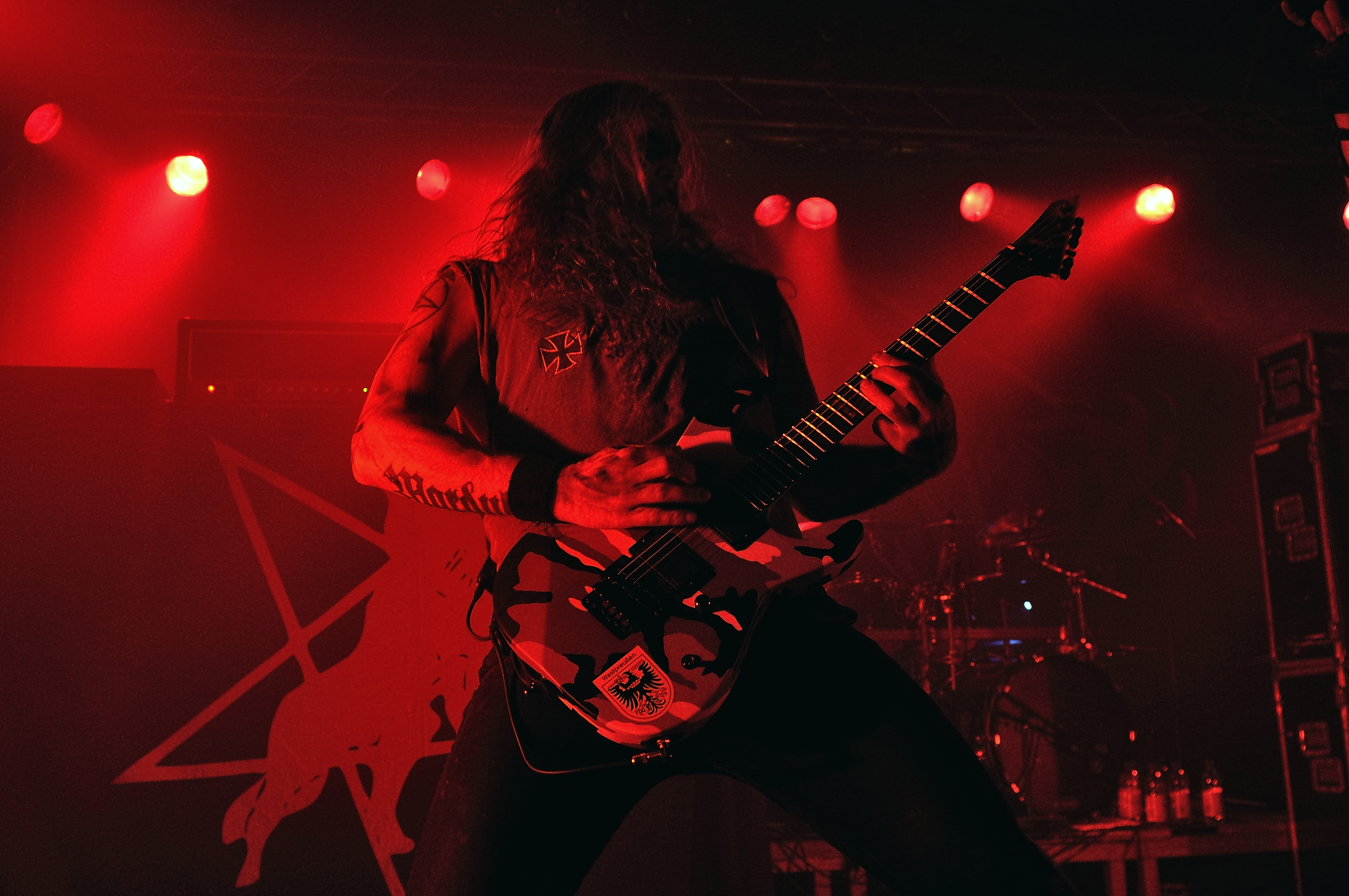
Morgan Steinmeyer Håkansson, 2015

- Daniel "Mortuus" Rosten – ének (2004–napjainkig)
- Morgan "Evil" Steinmeyer Håkansson – gitár (1990–napjainkig)
- Magnus "Devo" Andersson – basszusgitár (2004–napjainkig), gitár (1992–1994)
- Simon "Bloodhammer" Schilling – dob (2019–napjainkig)

Korábbi tagok
- Andreas Axelsson – ének (1990–1993)
- Erik "Legion" Hagstedt – ének (1995–2003)
- Kim Osara – gitár (1995–1996)
- Rikard Kalm – basszusgitár (1990–1992)
- B. War (Roger "Bogge" Svensson) – basszusgitár (1992–2004)
- Joakim Göthberg – dob (1990–1995), ének (1991, 1993–1995)
- Fredrik "Froding" Andersson – dob (1993–2002)
- Emil Dragutinovic – dob (2002–2006)
- Lars Broddesson – dob (2006–2013)
- Fredrik Widigs – dob (2013–2018)

Vendégzenészek
- Peter Tägtgren – gitár (az 1997-es Live in Germania koncertlemezen)

## Diszkográfia

### Stúdióalbumok
- Dark Endless (1992)
- Those of the Unlight (1993)
- Opus Nocturne (1994)
- Heaven Shall Burn... When We Are Gathered (1996)
- Nightwing (1998)
- Panzer Division Marduk (1999)
- La Grande Danse Macabre (2001)
- World Funeral (2003)
- Plague Angel (2004)
- Rom 5:12 (2007)
- Wormwood (2009)
- Serpent Sermon (2012)
- Frontschwein (2015)
- Viktoria (2018)
- Memento Mori (2023)

### Koncertlemezek és válogatások
- Live in Germania (1997)
- Infernal Eternal (2000)
- Blackcrowned (2002)
- Warschau: Live (2006)

### Demók és EP-k
- Fuck Me Jesus (1991)
- Glorification (1996)
- Here's No Peace (1997)
- Obedience (2000)
- Deathmarch (2004)
- Iron Dawn (2011)

### Kislemezek
- "Slay the Nazarene" (2002)
- "Hearse" (2003)
- "Souls for Belial" (2012)
- "Werwolf" (2018)

### DVD-k
- Funeral Marches and Warsongs (2004)
- Blackcrowned (2005)
- Blood Puke Salvation (2006)